# Schloss Starhemberg (Haag am Hausruck)

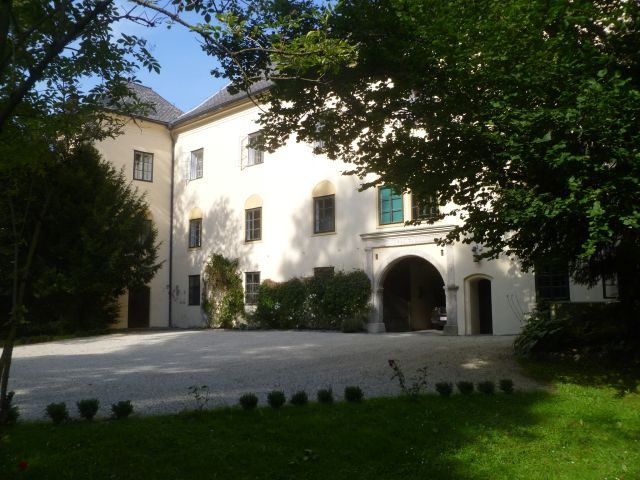
Eingangsfassade des Schlosses

Das Schloss Starhemberg ist eine im Renaissancestil gehaltene Schlossanlage und wurde urkundlich das erste Mal 1246 erwähnt. Es liegt auf einem Hügel nördlich des Marktplatzes von Haag am Hausruck in Oberösterreich. Im Schloss befindet sich das Haager Heimatmuseum.

## Geschichte
Gundaker IV von Steyr, ein Ministeriale des Königs Ottokar I. Přemysl, erbaute vor 1236 die erste steinerne Burg, nach der er sich später auch nannte. Sie wird in einem Passauer Urbar aus dem 13. Jahrhundert mit „Storchenberch“ bezeichnet und war ein bischöfliches Lehen. Die Hohe Gerichtsbarkeit hielten die Starhemberger aber als Lehen der Schaunberger. Im Kampf um die Königswürde zwischen Friedrich dem Schönen und Ludwig dem Bayern wurde die Burg 1322 von Grams von Uttendorf, einem Feldhauptmann Ludwigs, erobert. Zehn Jahre später wurde sie von den Bayern an Herzog Albrecht II. und Otto IV. abgetreten. Die Starhemberger saßen aber bis 1379 weiterhin auf ihrem Stammschloss, da sie ihre Ansprüche auf das Passauer Lehen nicht aufgegeben hatten. Herzog Albrecht III entschädigte sie schließlich mit 3.000 Pfund Silber. Die Burg wurde nun meist von Pflegern verwaltet oder als Pfand vergeben. So wurde 1414 Reinprecht II. von Walsee Pfandherr. Auch die Starhemberger hatten die Herrschaft – diesmal als Pfandbesitz – in der ersten Hälfte des 15. Jahrhunderts wieder inne. Sie wurden aber bald von den Anhanger abgelöst, auf die die Jörger folgten. Sowohl 1461 als auch 1491 wurde die Burg neuerlich an die Starhemberger verpfändet. 1498 verkaufte König Maximilian I. die Herrschaft samt dem Landgericht an Christoph Jörger. Dieser ließ das immer noch burgähnliche Schloss umbauen und wohnlicher gestalten. Als einer der Führer des protestantischen Adelsaufstandes von 1620 wurde der hier geborene Helmhard Freiherr von Jörger geächtet. Seine Besitzungen wurden konfisziert.

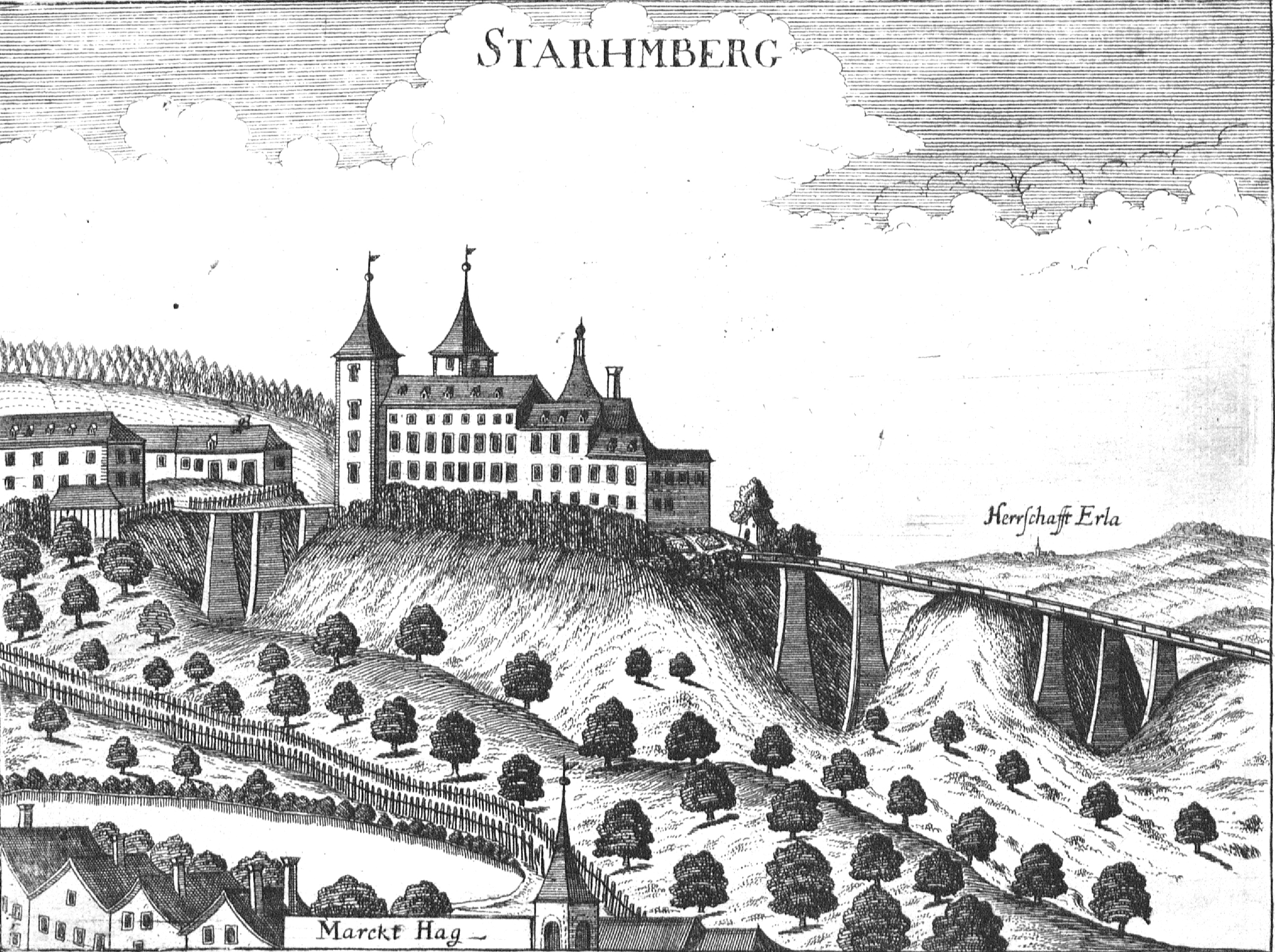
Schloss Starhemberg nach einem Stich von Georg Matthäus Vischer von 1674

Kaiser Ferdinand II. verpfändete Starhemberg zuerst an die Stadt Wels und verkaufte es dann 1627 an das Bistum Passau. Die Bischöfe setzten Pfleger zur Verwaltung ein. Während des oberösterreichischen Bauernkrieges von 1626 wurde Schloss Starhemberg von den Aufständischen unter Achaz Willinger eingenommen. Dabei wurde das Archiv vernichtet und die Rüstkammer geplündert. 1632 brach im Innviertel ein neuerlicher Bauernaufstand aus, der mit der Hinrichtung von sechs Anführern endete. Die Überreste der Gevierteilten wurden in Grieskirchen, Hofkirchen und Haag öffentlich ausgestellt. Im Spanischen Erbfolgekrieg belagerte und besetzte der bayrische General Litzelburg das Schloss. Als es 1803 zur Säkularisation Passaus kam, fiel Starhemberg wieder an den österreichischen Staat und wurde durch die Hofkammer verwaltet. Auf dem Weg nach Austerlitz nächtigte Napoleon 1805 im Schloss. 1809 diente dieses als französisches Militärlazarett. Von 1810 bis 1816 gehörte Haag mit dem Innviertel zu Bayern. 1836 privatisierte der österreichische Staat die Herrschaft. Neue Eigentümer wurden Michael Fink aus Braunau und Franz Seyrl aus Ried. Letzterer war ab 1847 Alleineigentümer. Von 1915 bis 1916 benutzte die österreichische Armee das Schloss als Militärspital. Hugo Seyrl verkaufte den Besitz 1916 an Hans Hatschek, der zwischen 1923 und 1925 große Umbauten und Restaurierungen vornahm. Dabei wurde das Aussehen der Anlage wesentlich verändert. Im Zweiten Weltkrieg diente sie als Durchgangslager für Flüchtlinge. Schloss Starhemberg befindet sich heute noch im Besitz der Familie Hatschek und wird von ihr auch bewohnt. Im Sommer finden im Schlosshof Konzerte statt.

## Beschreibung
Das stattliche Schloss liegt auf einem bewaldeten Hügel über dem Markt Haag am Hausruck. Es befindet sich in einem ausgezeichneten Erhaltungszustand. Die langgestreckte Gebäudegruppe stammt im Wesentlichen noch aus dem 16. Jahrhundert. Allerdings wurden im Laufe der Jahrhunderte die alten Mauerzüge von jüngeren Bauten überlagert, sodass heute nichts mehr an die ehemalige Burg erinnert. Das jetzige Erscheinungsbild ist stark von den Umbauten des 20. Jahrhunderts bestimmt. Im vorderen Teil des malerischen Schlosshofes befindet sich ein bemerkenswerter Nepomuk-Brunnen. Die am Ende des Hofes gelegene Kapelle wurde bei den Restaurierungsarbeiten von 1923/25 neu erbaut. Damals wurde auch der Hauptturm deutlich erhöht, während die den Torbau flankierenden Türme wesentlich gekürzt wurden. Am Torbau sind noch die Öffnungen für die Rollen der einstigen Zugbrücke zu erkennen. Der Graben und die Brücke sind aber schon lange verschwunden. Neben dem Renaissancetor befindet sich eine schmale Fußgängerpforte. Eine Seite des Hofes ist mit dreigeschoßigen Arkadengängen geschmückt. Die Bogengänge der unteren zwei Stockwerke wurden aber im 19. Jahrhundert vermauert. Die Räume des älteren Südteiles sind teilweise mit Stichkappentonnen gewölbt. Manche Zimmer sind mit Balkendecken ausgestattet. Im Nordtrakt liegt das ehemalige Brauhaus. Es beherbergt die Haager Heimatstuben, ein interessantes Heimatmuseum.

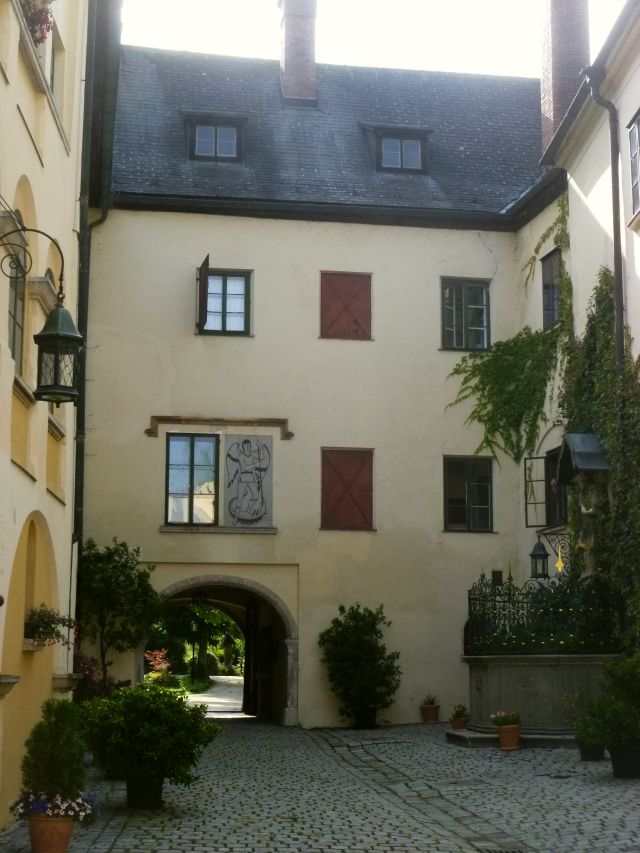
Eingangsportal vom Schlosshof aus gesehen
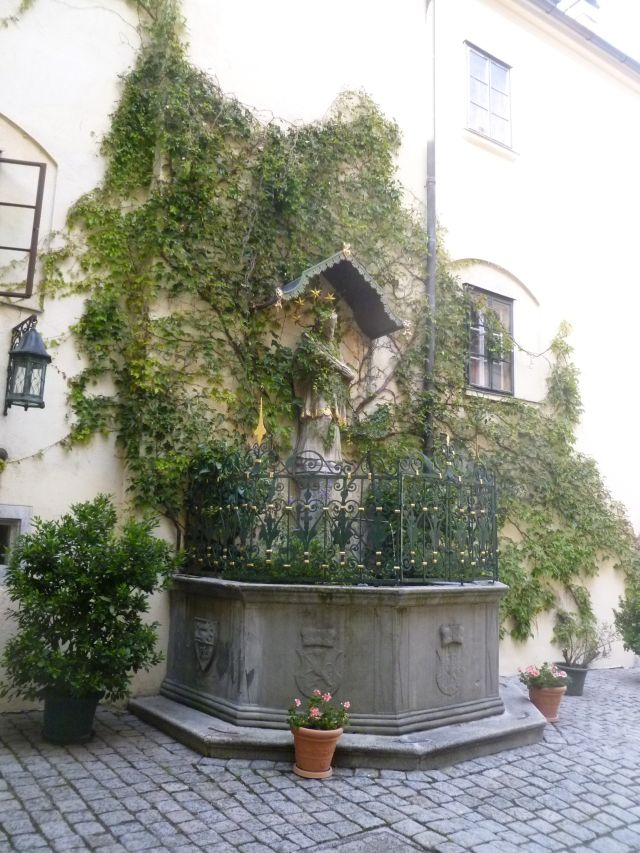
Nepomuk-Brunnen im Innenhof von Schloss Starhemberg
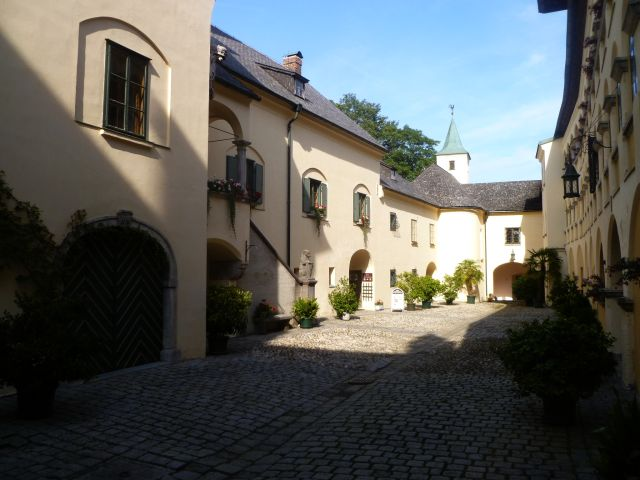
Schloss Starhemberg (Innenhof rechts)
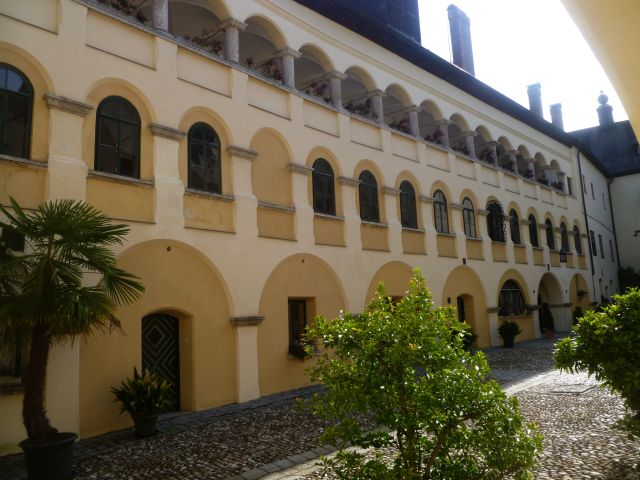
Schloss Starhemberg (Innenhof links)